# Saison 36 d'Alerte Cobra
Chronologie
Saison 35 Saison 37
Cet article présente le guide des épisodes la trente-sixième saison de la série télévisée Alerte Cobra.

## Distribution

### Acteurs principaux
- Erdoğan Atalay : Sami Gerçan (inspecteur)
- Vinzenz Kiefer : Alex Brandt (inspecteur)

### Acteurs récurrents
- Katja Woywood : Kim Krüger (chef de service)
- Daniela Wutte : Susanne König (secrétaire)
- Gottfried Vollmer : Boris Bonrath (brigadier)
- Katrin Heß : Jenny Dorn (brigadier)
- Niels Kurvin : Armand Freund (police scientifique)
- Kerstin Thielemann : Isolde Maria Schrankmann (procureure générale)
- Carina Wiese : Andréa Gerçan (femme de Sami)

## Diffusion
En Allemagne, la saison a été diffusée du 9 octobre 2014 au 27 novembre 2014, sur RTL Television.
En France, la saison a été diffusée du 30 avril au 11 mai 2015 sur TMC.

## Épisodes

### Épisode 1:Un monde meilleur
- Allemagne : 9 octobre 2014 sur RTL Television
- France : 30 avril et 1er mai 2015 sur TMC

### Épisode 2:Impitoyable
- Allemagne : 16 octobre 2014 sur RTL Television
- France : 4 mai 2015 sur TMC

### Épisode 3:Reprendre du service
- Allemagne : 23 octobre 2014 sur RTL Television
- France : 5 mai 2015 sur TMC

### Épisode 4:Prémonition
- Allemagne : 30 octobre 2014 sur RTL Television
- France : 6 mai 2015 sur TMC

Au cours d’une patrouille, Alex & Sami se lancent à la poursuite d’une Lamborghini. C'est alors que 3 SUV surgissent et se lancent également à la poursuite de la voiture en fuite. Les deux policiers parviennent à arrêter la conductrice de la supercar, une dénommée Felicia Dumitrescu, non sans devoir face à une résistance de sa part. Les SUV parviennent quant à eux à s'enfuir. 
Plus tard, alors que Sami & Andréa ont rendez-vous au restaurant, Alex essaye d’interroger Felicia. Elle finit par accepter de parler et demande son avocat. Mais au lieu de remplir une déposition, Felicia s’échappe du commissariat avec la complicité de celui-ci.

### Épisode 5:Diamants de sang
- Allemagne : 6 novembre 2014 sur RTL Television
- France : 7 mai 2015 sur TMC

Un braquage a lieu dans la banque à proximité de la clinique où se trouve Andréa. Alex se lance à la poursuite des criminels, mais lorsqu'il est sur le point d'arrêter l'un d'entre eux, il découvre avec stupeur que le visage de celui-ci ne lui est pas inconnu et décide de le laisser partir, sans rien dire à Sami. 

### Épisode 6:La prunelle de ses yeux
- Allemagne : 13 novembre 2014 sur RTL Television
- France : 8 mai 2015 sur TMC

Sami est Alex sont entrainés dans une poursuite face à deux véhicules. L'un d'eux est conduit par Matthias Liecht, un ancien policier reconverti en garde du corps que Sami connaît bien, qui pourchasse des gangsters russes.
Malgré l’intervention de la police, les criminels parviennent à fuir. Ils avaient pour objectif d’entrer par effraction dans la villa de l’employeur de Matthias. Celui-ci ne croit pas à une simple tentative de cambriolage, du fait que son employeur est un riche banquier, du nom de Gregory Becht. Il pense qu’il s’agissait d’une tentative d’enlèvement et que les gangsters vont recommencer.
Sami croit à cette théorie et commence son enquête avec Alex. Leurs soupçons se portent en direction du restaurateur Dimitrij Achmatowski. Peu après, une deuxième attaque de la villa Brecht a lieu. Cette fois, les policiers ne parviennent pas à empêcher l’enlèvement de la fille du couple. 

### Épisode 7:À vos risques et périls
- Allemagne : 27 novembre 2014 sur RTL Television
- France : 11 mai 2015 sur TMC

Alors qu'il cherche à recontacter Dana, sa fille illégitime, Sami a la surprise de recevoir un coup de fil inattendu de sa part. Elle est en stage linguistique à Bruxelles mais se sent menacée. Avant que Sami ne puisse en savoir plus sur la situation, la communication est coupée et Dana n’est plus joignable. Il est alors certain que sa fille a été suivie, et qu'il lui est arrivé malheur. 
Il décide alors de se rendre dans la capitale belge pour comprendre ce qu'il s'est passé. Lors de son enquête, il se retrouve confronté à la police locale et est arrêté en attendant d’être renvoyé en Allemagne. Alex arrive alors à la rescousse et parvient à faire libérer Sami. 